# LTV (marketing)
Lifetime value LTV (zwane także customer lifetime value CLV, lifetime customer value LCV) - analiza lifetime value, ma na celu ocenę aktualnej wartości przyszłych przepływów pieniężnych, związanych z relacjami z nabywcą, a więc ocenę wartości klienta w czasie.